# Ignaz Mitterer

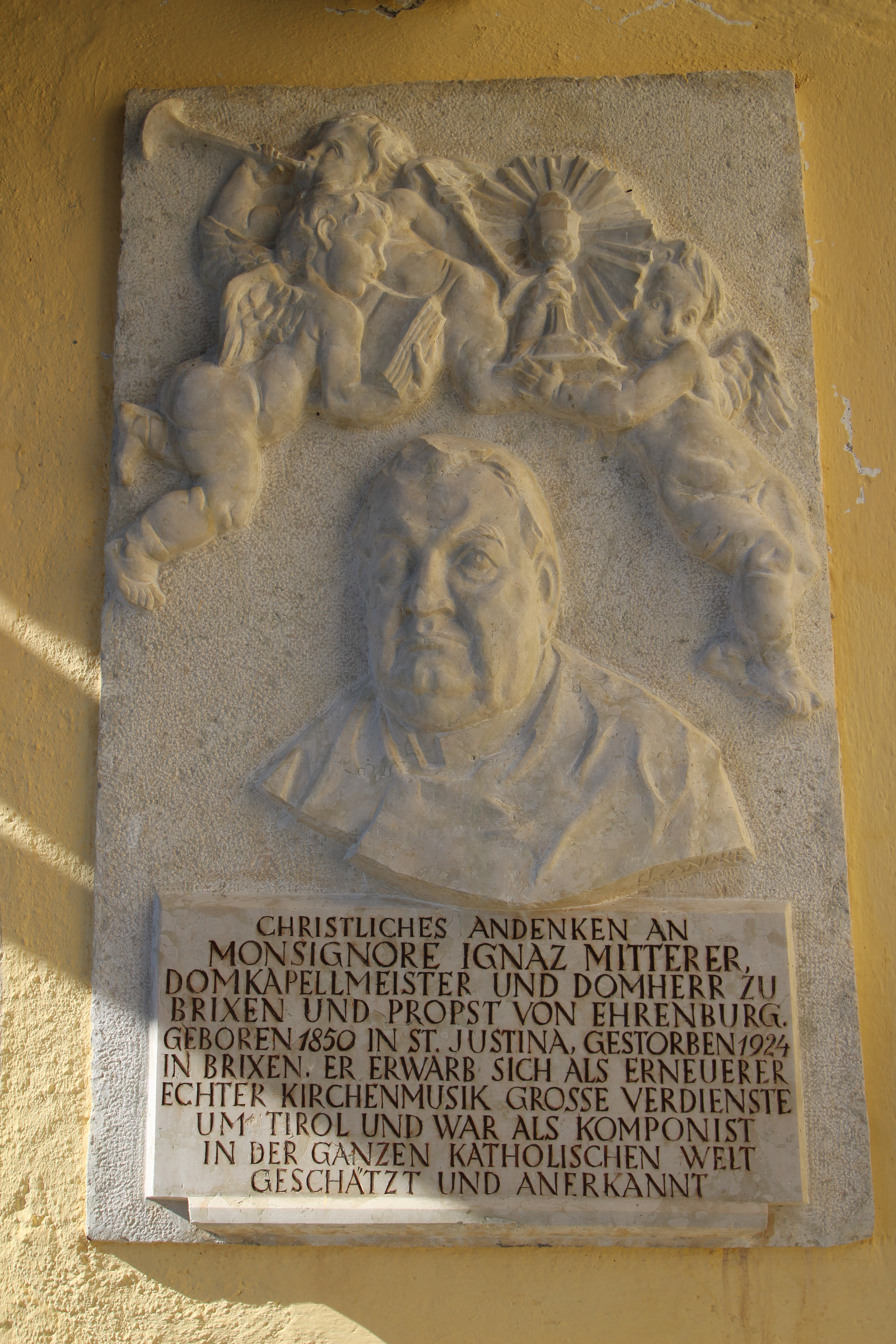
Gedenktafel für Ignaz Mitterer in seinem Geburtsort St. Justina

Ignaz Martin Mitterer (* 2. Februar 1850 in St. Justina (Osttirol); † 18. August 1924 in Brixen) war österreichischer Komponist und Kirchenmusiker.

## Leben
Ignaz Mitterer wurde 1874 zum Priester geweiht und begann 1876 sein Musikstudium bei Franz Xaver Haberl und Michael Haller an der Kirchenmusikschule Regensburg. Nach einem zweijährigen Romaufenthalt wurde er 1882 als Nachfolger Haberls Kapellmeister am Regensburger Dom und damit Leiter der Regensburger Domspatzen; 1885 wurde Mitterer Domkapellmeister im Brixner Dom.
1905 erhielt Mitterer die Ehrenbürgerwürde von Brixen. Er war Ehrenmitglied der katholischen Studentenverbindung A.V. Raeto-Bavaria Innsbruck im ÖCV.

## Werk
In seinen rund 200 Werken, darunter 45 Messen, verbindet der Komponist einen an Giovanni Pierluigi da Palestrina anknüpfenden Stil mit zeitgenössischen Strömungen. Das wohl bekannteste Werk Mitterers ist das schlichte, dafür aber umso ergreifendere Lied „Auf zum Schwur, Tiroler Land“, das heute zum Urbestand der Herz-Jesu-Verehrung in Tirol zählt (Der Text stammt von Josef Seeber).